# 모든 것은 아르망에서 시작되었다
《모든 것은 아르망에서 시작되었다》(노르웨이어: Armand)는 2024년 노르웨이의 드라마 영화로, 할브단 울만 퇸델 감독이 연출했다.
이 영화는 2024년 5월 18일 제77회 칸 영화제에서 주목할 만한 시선 부문에서 세계 최초로 공개되었고, 카메라 도르(Caméra d'Or)에서 최우수 신인 영화상을 수상했다. 2024년 9월 27일 노르웨이에서 극장 개봉되었다.

## 줄거리
영화 "모든 것은 아르망에서 시작되었다"는 6살 남자아이 두 명 사이의 다툼으로 시작된다. 이 사건을 명확히 하기 위해 아이들의 부모와 학교 관계자들이 소환되면서 이야기가 전개된다. 아이들의 싸움이 단순한 해프닝인지, 아니면 더 심각한 문제가 숨겨져 있는지를 밝히려는 어른들의 노력이 중심축을 이룬다. 영화는 이 과정에서 관련된 어른들의 불안과 불신, 그리고 그들이 사건을 어떻게 받아들이고 처리해나가는지를 섬세하게 그려낸다. 아이들의 작은 다툼은 어른들의 세계로 확장되어 다양한 인간관계와 심리적 갈등을 드러내는 촉매제가 된다.

## 출연진
- 레나테 레인스베 - 엘리사베트
- 엘렌 도리트 페테르센 - 사라
- 엔드레 헬레스트베이트 - 아네르스
- 테아 람브레크츠 베울렌 - 순나
- 외위스테인 뢰게르 - 야를레
- 베라 벨리오비치 - 아이사